# Hortella
Hortella es un cultivar de higuera de tipo higo común Ficus carica, unífera (con una sola cosecha por temporada, los higos de otoño), con higos de epidermis con color de fondo verde amarillento, y con sobre color verde blanquecino. Se cultiva en la colección de higueras de Montserrat Pons i Boscana en Llucmajor, Islas Baleares.

## Sinonimia
- “De La Tira”,[4][6][7]
- “De La Filera”,
- “Alacantina Forastera” en Sinéu,
- “D'Hortella” en Manacor,

## Historia
Actualmente la cultiva en su colección de higueras baleares Montserrat Pons i Boscana, rescatada de un ejemplar o higuera madre localizada en el predio "Llucanet" propiedad de Sebastià Julià i Gallart, en un terreno árido de la Marina de Llucmajor en el término de Llucmajor, muy próximo a la costa.
La variedad 'Hortella' o 'De La Tira'que son las denominaciones más comunes, parece ser originaria de Inca, y el nombre podría proceder de una antigua alquería musulmana inquesa llamada "Hortella", y el de la Tira, quizás por la disposición de los árboles en la plantación.

## Características
La higuera 'Hortella' es una variedad unífera de tipo higo común. Árbol de vigorosidad elevada y buen desarrollo, copa redondeada y muy poblada, de ramaje espeso y muy ordenado, con una nula emisión de rebrotes. Sus hojas son de 3 lóbulos en su mayoría, menos de 5 lóbulos y pocas de 1 lóbulo. Sus hojas con dientes presentes márgenes serrados. 'Hortella' tiene poco desprendimiento de higos, con un rendimiento productivo elevado y periodo de cosecha medio. La yema apical cónica de color verde amarillento.
Los frutos de la higuera 'Hortella' son higos de un tamaño de longitud x anchura:37 x 44mm, con forma piriforme, que presentan unos frutos grandes, simétricos en la forma, uniformes en las dimensiones, de unos 32,624 gramos en promedio, cuya epidermis es de un grosor delgado, de textura fina, de consistencia muy blanda, color de fondo verde amarillento, y con sobre color verde blanquecino. Ostiolo de 3 a 5 mm con escamas medianas naranjo claro. Pedúnculo de 5 a 13 mm cilíndrico verde claro. Grietas reticulares muy finas. Costillas poco marcadas. Con un ºBrix (grado de azúcar) de 19 de sabor poco dulce, aguazoso, con color de la pulpa rojo anaranjado. Con cavidad interna mediana, con pocos aquenios pequeños. Los frutos maduran con un inicio de maduración de los higos sobre el 23 de agosto a 12 de octubre. Cosecha con rendimiento productivo elevado, y periodo de cosecha medio. Su principal característica es su gran calidad para el secado, aún mejor que la variedad 'Alacantina'.
Se usa en alimentación huamana. Fácil abscisión del pedúnculo y con buena facilidad de pelado. Poco resistente al transporte, se desprende fácilmente del árbol cuando madura. Medianamente sensibles a las lluvias, y a la apertura del ostiolo, y muy susceptibles al agriado.

## Cultivo
'Hortella', se utiliza en alimentación humana tanto en fresco como en seco. Se está tratando de recuperar de ejemplares cultivados en la colección de higueras baleares de Montserrat Pons i Boscana en Llucmajor.